# Costamer

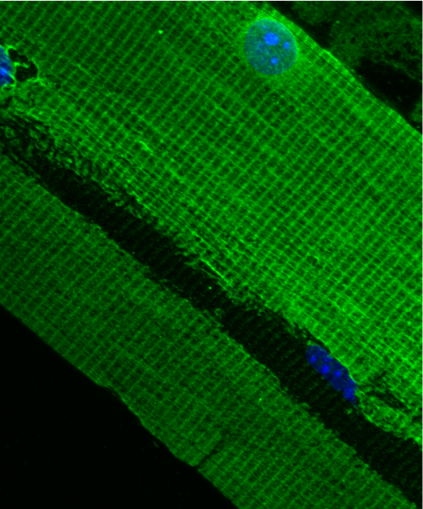
Costamer-Struktur im Quadriceps der Maus.

Costamere (von lat. Costa die Rippe) sind Proteinkomplexe, deren Aufgabe in der quergestreiften Muskulatur es ist, die bei der Kontraktion von Sarkomeren entstehende Kraftübertragung von Myofibrillen auf die extrazelluläre Matrix sicherzustellen.
An der Verbindung beteiligte Proteine sind Integrin, Vinculin, Talin und Focal Adhesion Kinase (FAK).
Neben den eher fokal konzentrierten Übertragungsstrukturen der Costamere existiert noch eine weitere Übertragungsmöglichkeit über das feinmaschige Netzwerk bestehend aus Dystrophin-Proteinen, welche Aktinfilamente mit den in der Zellwand lokalisierten Sarcoglykanen verknüpfen.